# Alchene monoossigenasi
La alchene monoossigenasi è un enzima appartenente alla classe delle ossidoreduttasi, che catalizza la seguente reazione:
propene + NADH + H+ + O2 ⇄ 1,2-epossipropano + NAD+ + H2O
L'enzima di Xanthobacter sp. (ceppo Py2) è complesso comprendente una NADH reduttasi, che fornisce il riducente per l'attivazione dell'O2, una ferredoxina di tipo Rieske, che è una proteina di trasferimento di elettroni, una ossigenasi, che contiene il centro catalitico per l'epossidazione dell'alchene, ed una piccola proteina di funzione sconosciuta che è essenziale per l'attività. 
L'enzima richiede Fe(II). L'enzima ossigena gli alcheni alifatici C2, a C6. Con il 1,2-epossipropano come substrato la stereospecificità dell'epossipropano generato è 95% (R) e 5% (S).